# GRB 130427A
GRB 130427A var en extremt kraftig gammablixt som upptäcktes samtidigt av rymdteleskopet Fermi och Swift med början  den 27 april 2013.